# Bisbat de Conca
El Bisbat de Conca és una diòcesi catòlica centrada en la ciutat de Conca i pràcticament coincident amb el territori de la província de Conca a Espanya. Té la seu a la Catedral de Santa María y San Julián.

## Història
Fou fundada després de la Conquesta de Conca per butlla del Papa Luci III el 5 de juliol de 1183, sis anys després que Alfons VIII conquistés als musulmans la ciutat de Conca, sobre el territori que corresponia a tres diòcesis visigodes anteriors: Segòbriga, Valeria (Las Valeras) i Arcàvica. En la dècada de 1220 el metropolità Rodrigo Jiménez de Rada va intentar dividir la diòcesi en els seus dos originals, però l'oposició del bisbe García va conduir a un plet entre tots dos, que el bisbe de Burgos Mauricio va resoldre a favor del conquès.
La construcció de la catedral es va iniciar 1196 en estil gòtic, en el solar de la mesquita. Les obres es van acabar en 1257.
Durant l'edat mitjana l'elecció del bisbe era formalment competència del capítol de la Catedral però amb constants intromissions de l'Arquebisbe de Toledo (sobretot en els cent primers anys d'existència de la diòcesi) o del rei de Castella. L'única elecció capitular efectiva fou a la segona meitat del segle xiii. Aleshores era una molt important diòcesi, rica amb gran extensió de territori i activitat, com ho demostra que s'hi van celebrar 19 sínodes diocesans entre 1364 i 1493.
El 1745 es va fundar el seminari diocesà, dedicat al bisbe Sant Julià. El 1902 es va reconstruir la façana de la catedral, que s'havia esfondrat. El 7 agost de 1936 el bisbe Cruz Laplana y Laguna va ser assassinat durant la persecució religiosa durant la Guerra Civil Espanyola. El 28 d'octubre de 2007 va ser beatificat. El 2 de novembre de 1949 cedeix una part del seu territori a favor de la diòcesi d'Albacete.

## Episcopologi
Categoria principal: bisbes de Conca
- Juan Yáñez (1183-1195)
- Julià de Conca (1196-1208)
- García (1208-1225)
- Lope (1225-?)
- Gonzalo Ibáñez (1236-1246)
- Mateo Reinal (o Bernal) (1247-1257)
- Rodrigo (1260-?)
- Pedro Laurencio (1264-1271)
- Gonzalo García Gudiel (1272-1275, nomenat bisbe de Burgos)
- Diego (1276-?)
- Tello (1284)
- Gonzalo II García Gudiel (1280-1288)[4]
- Gonzalo Díaz Palomeque (1289-1299, nomenat Arquebisbe de Toledo)
- Pascual (1299-1320)[5]
- Esteban, O.F.M. (1322-1326)
- Fernando (1326-?)
- Juan del Campo (1327-1328)
- Otón (1328-1338)
- Gonzalo de Aguilar (1339-1341, nomenat bisbe de Sigüenza)
- García (1342-1359)
- Bernal Zafón (1362-1372)
- Pedro Gómez Barroso (1373-1378, nomenat Arquebisbe de Sevilla)
- Nicolás de Biedma (o Viezma) (1379-1381, nomenat bisbe de Jaén)
- Álvaro Martínez (1382-1396)
- Juan Cabeza de Vaca (1396-1403)
- Juan (1407)
- Diego de Anaya Maldonado (1408-1417, nomenat Arquebisbe de Sevilla)
- Álvaro Núñez de Isorna (1418-1445, nomenat Arquebisbe de Santiago de Compostel·la)
- Lope de Barrientos (1445-1469)
- Antonio Jacobo de Véneris (1469-1479)
  - Rafaele Galeotto Riario (administrador apostòlic, 1479-1482, nomenat bisbe de Salamanca)
- Alonso de Burgos, O.P. (1482-1485, nomenat bisbe de Palència)
- Alonso de Fonseca y Quijada (1485-1493, nomenat bisbe d'Osma)
- Cardenal Rafaele Galeotto Riario (1493-1518, nomenat bisbe de Màlaga)
- Diego Ramírez de Fuenleal (o de Villaescusa) (1518-1537)
  - Cardenal Alessandro Cesarini (administrador apostòlic, 1538-1542)
- Francisco de Onteniente (morí abans de prendre possessió)
- Sebastián Ramírez de Fuenleal (o de Arellano) (1542-1547)
- Miguel Muñoz (1547-1553)
- Pedro de Castro Lemos (1553-1561)
- Bernardo de Fresneda, O.F.M. (1562-1571, nomenat bisbe de Còrdova)
- Gaspar de Quiroga y Vela (1571-1577, nomenat Arquebisbe de Toledo)
- Diego de Covarrubias y Leyva (in pectore 1577)
- Rodrigo de Castro Osorio (de Lemos) (1578-1581, nomenat Arquebisbe de Sevilla)
- Gómez Zapata (1582-1587)
- Juan Fernández Vadillo (1587-1595)
- Pedro Portocarrero (1597-1600)
- Andrés Pacheco (1601-1622)
- Enrique Pimentel Zúñiga (1623-1653)
- Juan Francisco Pacheco (1653-1663)
- Franciso Zárate Terán (1664-1679)
- Alonso Antonio de San Martín (1681-1705)
- Miguel del Olmo y de la Riva (1706-1721) oïdor de la Rota i membre del Consell d'Estat d'Espanya
- Juan de Lancaster (o Alencaster) Norona (1721-1733)
- Diego González Toro y Villalobos (1734-1737)
- José Flores Osorio (1738-1759)
- Isidro Carvajal Lancaster (1760-1771)
- Sebastián Flórez Pavón (1771-1777)
- Felipe Antonio Solano Marín (1779-1800)
- Antonio Palafox y Croy (1800-1802)
- Ramón Falcón y Salcedo (1803-1826)
- Jacinto Ramón Rodríguez (1827-1841)
- Juan Gualberto Ruiz (1847-1848)
- Fermín Sánchez Artesero (1849-1855)
- Miquel Payà i Rico (1858-1874, nomenat Arquebisbe de Santiago de Compostel·la)
- Sebastián Herrero Espinosa de los Monteros (1875-1876, nomenat bisbe de Vitòria)
- José Moreno Mazón (1877-1881)
- Juan María Valero Nacarino (1882-1890)
- Pelayo González Conde (1891-1899)
- Wenceslao Sangüesa y Guía (1900-1921)
- Cruz Laplana y Laguna (1921-1936)
- Inocencio Rodríguez Díez (1943-1973)
- José Guerra Campos (1973-1996)
- Ramón del Hoyo López (1996-2005, nomenat bisbe de Jaén)
- José María Yanguas Sanz (des del 2005)